# Mercurio Antonio López Pacheco
Mercurio Antonio López Pacheco y Portugal (per naixement: Mercurio Antonio Lopez Pacheco y Portugal Acuña Manrique Silva Girón y Portocarrero). Nasqué a Escalona, el 9 de maig de 1679 i va morir a Madrid, el 7 de juny de 1738. Va ser Gran d'Espanya, IX duc d'Escalona, XII marquès d'Aguilar de Campoo, IX marquès de Villena, VII Marquès de la Eliseda, IX comte de Xiquena, XVI comte de Castañeda i XIII comte de San Esteban de Gormaz.
Fill de Juan Manuel Fernández Pacheco, Gran d'Espanya, VIII duc d'Escalona, VIII marquès de Villena, X marquès de Moya, virrei i capità general dels regnes de Navarra, Aragó, Catalunya, Sicília i Nàpols i de María Josefa de Benavides Silva y Manrique de Lara. El seu germà va ser Marciano Fernández Pacheco, XII marquès de Moya.
Va ser un dels acadèmics fundadors de la Reial Acadèmia Espanyola, n'ocupà la butaca "Q" i després de la mort del seu pare, Juan Manuel Fernández Pacheco, VIII duc d'Escalona, fou el seu segon director (1726-1738). Va ser Capità General dels Reials Exèrcits, Majordom Major del rei Felip V d'Espanya, Virrei d'Aragó, ambaixador extraordinari a les cort de París i Torí. Pare i fill van ser cavallers de l'Orde del Toisó d'Or i Grans d'Espanya.
En 1695 es va casar a Toledo amb Petronila Antonia de Silva Mendoza y Toledo, dama de la regna mare Marianna d'Àustria, i morta la seva primera esposa, es va tornar a casar, a Madrid (1699), amb Catalina Osorio de Moscoso y Benavides, filla dels comtes d'Altamira, de la qual va tenir tres fills: Josefa (1703), Andrés Luis López-Pacheco y Osorio (1710-1746), qui el va succeir en tots els seus principals títols i possessions i en la direcció de la Reial Acadèmia Espanyola (1738-1746), i Juan Pablo Francisco López-Pacheco (1716-1751), Senyor de Garganta de Olla, que ho va fer primer en la mateixa butaca Q de la Reial Acadèmia Espanyola (1739-1751), i després, a la mort del seu germà, també en la direcció de la Reial Acadèmia Espanyola (1746-1751), amb el que les primeres quatre dècades de la RAE van estar dirigides per persones de la mateixa casa nobiliària de Villena.